# Neobisnius procerulus
Neobisnius procerulus är en skalbaggsart som först beskrevs av Johann Ludwig Christian Gravenhorst 1806.  Neobisnius procerulus ingår i släktet Neobisnius, och familjen kortvingar. Arten är reproducerande i Sverige.